# Monte Cevedale
Monte Cevedale je hora v horské skupině Ortles, na hranicích italských regionů Lombardie a Tridentsko-Horní Adiže, na severu Itálie. 
S nadmořskou výškou 3 769 metrů náleží k nejvyšším horám v Itálii. 
V pohoří Ortles je součástí středního, vysokého, souvisle zaledněného hřebene Cevedale - Vioz.